# استیلتون
استیلتون (به انگلیسی: Stilton) یک روستا و محله مدنی در بریتانیا است که در هانتینگدونشر واقع شده‌است. استیلتون ۲٬۴۵۵ نفر جمعیت دارد.